# 奥尔米戈斯
奥尔米戈斯，是西班牙卡斯蒂利亚-拉曼恰托莱多省的一个市镇。总面积28平方公里，总人口390人（2001年），人口密度14人/平方公里。